# 알쇼핑
알쇼핑(ALShopping)은 각 오픈마켓 및 종합쇼핑몰에서 제공중인 상품 정보에 대한 가격비교 서비스를 제공하는 프로그램이다. 이스트소프트에서 개발한 알툴즈 제품군이다. 알 쇼핑은 별도의 가격비교를 위해 상품 검색을 할 필요 없이, 자동으로 동일 상품의 가격비교를 수행한다.
2012년 7월 21일부터 이스트소프트사로부터 알쇼핑은 잠정 지원이 중단되었다.